# Bruno Gouery
Bruno Gouery (11 de julio de 1975) es un actor y escritor francés, conocido por su papel de Luc en la serie de televisión Emily en París. También recibió una atención por la segunda temporada de The White Lotus.Gouery y el resto del elenco de The White Lotus ganaron el premio por Outstanding Performance by an Ensemble in a Drama Series en el 2023 Screen Actors Guild Awards.

## Carrera
Gouery tuvo varios papeles importantes en la televisión francesa. Apareció en la adaptación francesa del programa británico Doc Martin. También tuvo un papel principal en el drama policial francés Double Je y el papel principal en Alphonse Président. Gouery desempeñará un papel principal en el próximo largometraje francés Zénithal.
Gouery también ha tenido una exitosa carrera como actor italiano. Su madre es italiana y él es hablante nativo. Esto le ayudó a establecer una carrera como actor en Italia con un papel en la película Rose Island.Además de actuar, Gouery tiene créditos como guionista de tres episodios de Doc Martin.
La actuación de Gouery ha recibido elogios que dicen que es "adorable" y que eleva a Emily en París. También recibió elogios de Jennifer Coolidge, quien dijo: "Es un actor inteligente y perspicaz. Tiene una manera de llamar la atención sobre sí mismo y su actuación es tan sutil y genuina que quedas absolutamente enamorado cuando compartes una escena con él".

## Filmografía

### Película
| Año  | Título                                | Role                                 | Notas |
| ---- | ------------------------------------- | ------------------------------------ | ----- |
| 2014 | Des lendemains qui chantent           | Rédacteur en chef Nouvel Obs         |       |
| 2017 | francine marie                        | El bouquiniste                       |       |
| 2017 | Las nuevas aventuras de Cenicienta    | El pastelero                         |       |
| 2018 | el camión                             | francois                             |       |
| 2019 | Perdiéndolo                           | El profesor Gerardo                  |       |
| 2019 | Plaza de las Victorias                | Meneur grupo de libertad condicional |       |
| 2020 | Un cuento amistoso                    | restaurante camarero                 |       |
| 2020 | Zaï Zaï Zaï Zaï                       | Jean-Pierre Galibert                 |       |
| 2020 | Isla Rosa                             | Secretario del Consejo de Europa     |       |
| 2021 | Una librería en París                 | cleptomano                           |       |
| 2022 | Tenor                                 | compta de alférez                    |       |
| 2022 | Fraté                                 | César                                |       |
| 2023 | Tramita amicizia                      | El ladrón                            |       |
| 2024 | Los hombres lobo                      | Piero                                |       |
| 2024 | Modigliani, tres días en Montparnasse | Maurice Utrillo                      |       |

### Televisión
| Año       | Título             | Role                   | Notas                       |
| --------- | ------------------ | ---------------------- | --------------------------- |
| 2011-2015 | Doctor Martín      | Romaric Groslay        | 26 episodios                |
| 2015      | Tiempo subterráneo | Técnico de informática | película de televisión      |
| 2017-2019 | Presidente Alfonso | Julián                 | 18 episodios                |
| 2018      | Capitán Sharif     | Josselin Gourvannec    | Episodio: "Festival mortel" |
| 2019      | Súper Jimmy        | Brigadier Fred Jolin   | 8 episodios                 |
| 2019      | plátano            | Dúo 1 (David)          | 2 episodios                 |
| 2020-2022 | Emily en París     | lucas                  | 30 episodios                |
| 2022      | El loto blanco     | Didier                 | 5 episodios                 |